# 豊中市立図書館
豊中市立図書館（とよなかしりつとしょかん）は、大阪府豊中市が設置する公立図書館の総称。図書館9館・図書室2室及び「動く図書館」から成る。

## 施設一覧
単館として建っているのは岡町図書館と野畑図書館だけであり、ほとんどの図書館は公民館・こども園・介護予防センター・スポーツルームとの複合施設で、螢池図書館は駅前再開発ビルの中に存在している。

### 図書館
- 岡町図書館 - 1945年3月（昭和20年）開館。1992年5月改修。市内で最も古い。
- 庄内図書館 - 1975年7月12日、2番目に開館。1993年2月改装。2023年2月20日「庄内コラボセンター・ショコラ」の2階に移転。
- 千里図書館 - 1978年4月22日、3番目に開館。2008年2月リニューアル。公民館・老人福祉センターとの複合施設。
- 野畑図書館 - 1988年6月22日、4番目に開館。コンピュータシステムを初導入。豊中市の書庫機能をもつ。
- 東豊中図書館 - 1993年11月26日、5番目に開館（庄内幸町図書館と同時開館）。ゆたかこども園との複合施設。3階フロアが図書館。
- 服部図書館 - 1999年1月23日、7番目に開館。岡町図書館の分館。服部介護予防センターとの複合施設。
- 高川図書館 - 2000年6月10日、8番目に開館。高川スポーツルーム・老人憩の家・高川介護予防センターとの複合施設。
- 螢池図書館 - 2003年5月6日、9番目に開館。阪急蛍池駅駅前再開発ビル「ルシオーレ」の5階。市内で最も新しい。

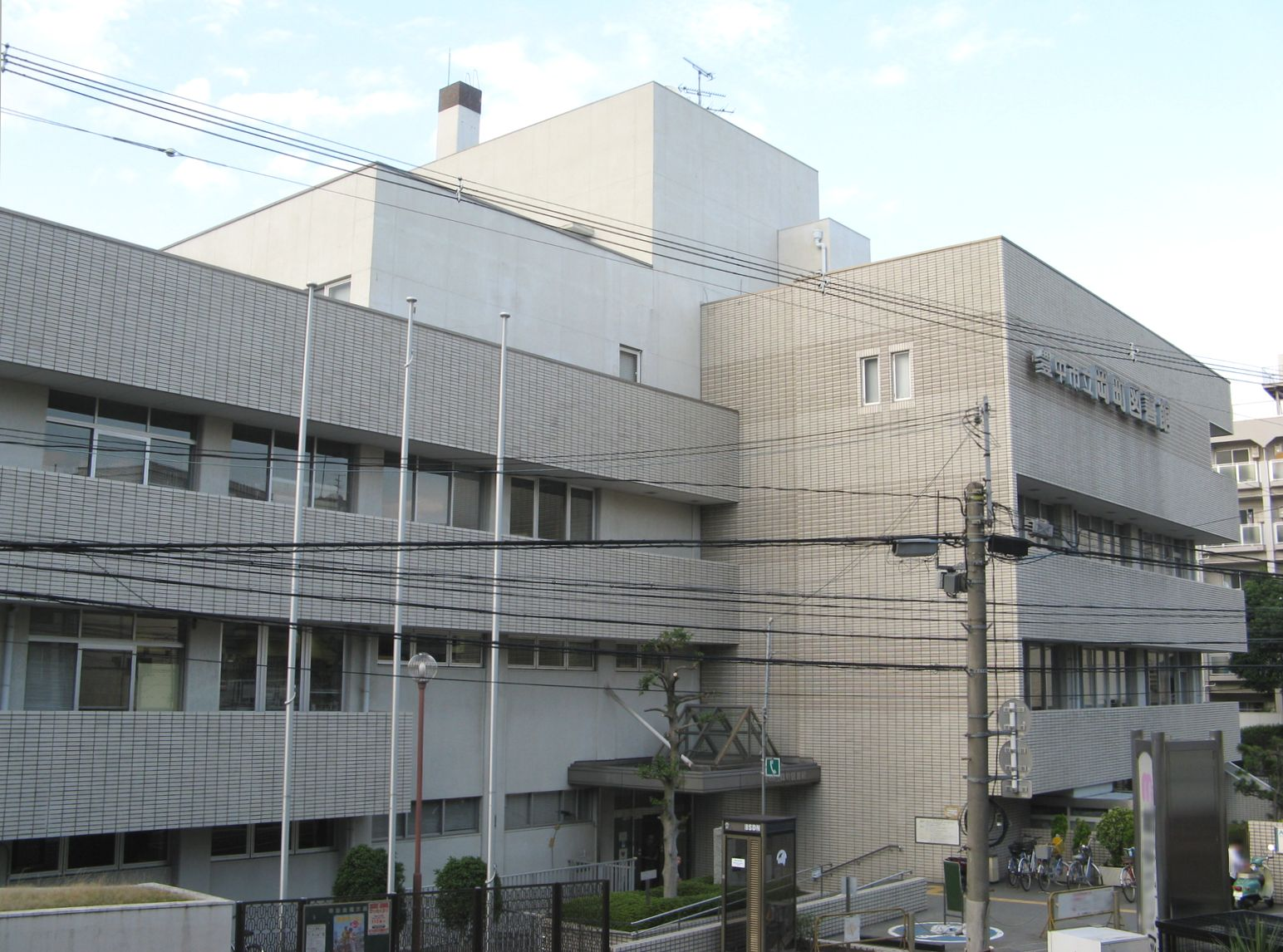
豊中市立岡町図書館
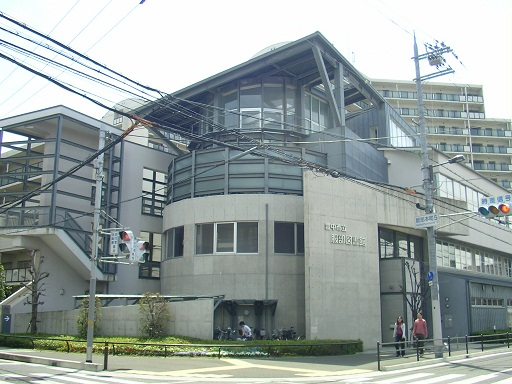
豊中市立服部図書館

### 図書室
- 利倉西センタ−図書室 　2017年7月23日開室　毎週水曜・日曜日のみ14時〜17時開室　（祝日・年末年始は除く）[1]

### 図書サービスポイント
- いぶき図書サービスポイント - 「青少年交流文化館いぶき」内（3階）。
- 豊中駅図書サービスポイント - 阪急豊中駅駅舎内。

### 動く図書館
- 動く図書館 とよ1ぶっくる - 市内17箇所（「ステーション」と呼称）を原則毎月1回巡回する。

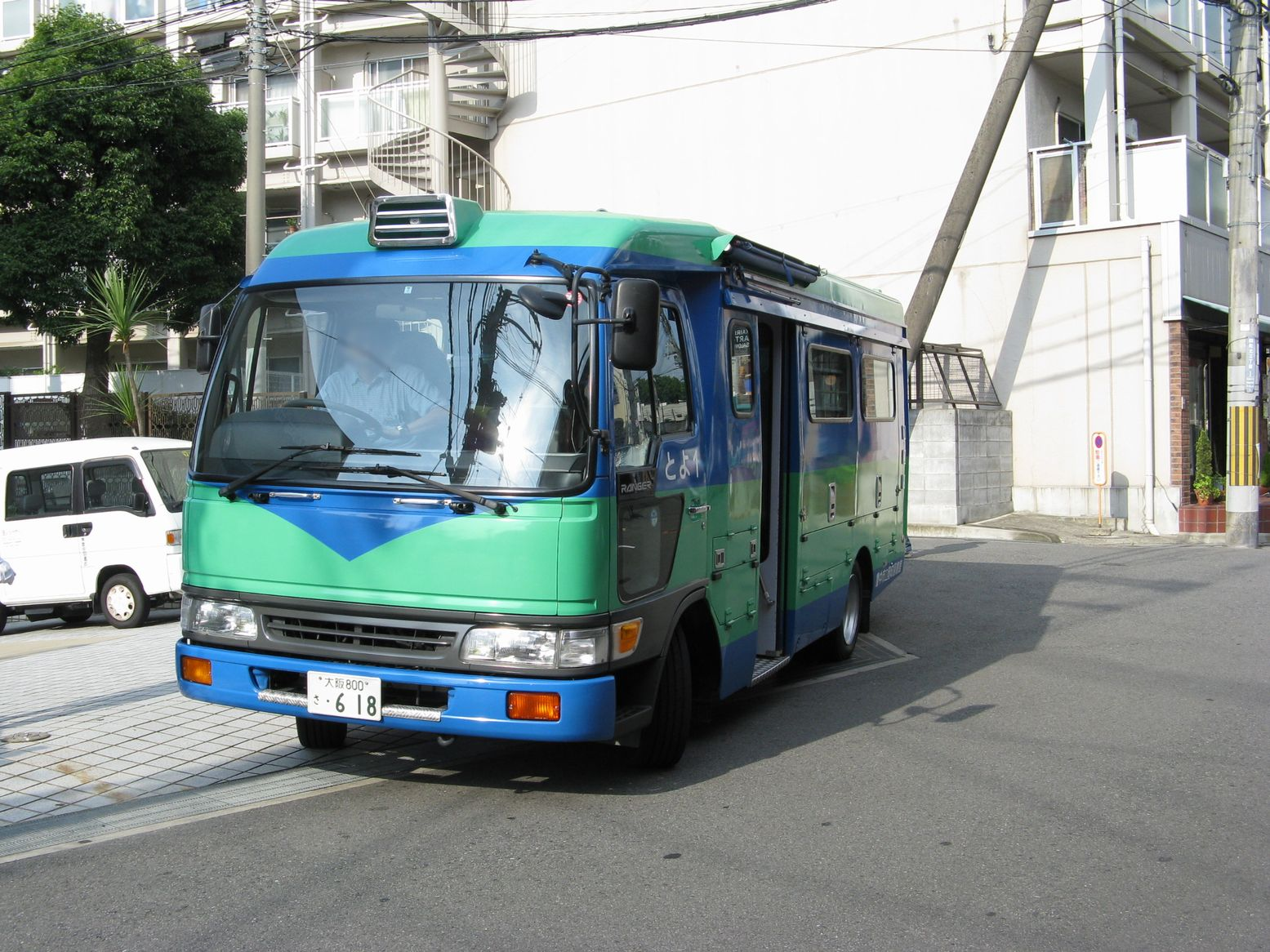
動く図書館車「とよ1号」（岡町図書館前にて）

### かつて存在した図書館・図書室
- ほたる図書室 - 1968年８月蛍池分室として開設[2]、2003年3月で閉室。
- おぞね図書室 - 2008年3月で閉室。
- しばはら図書室 - 2008年7月で閉室。
- バス図書室（豊島西小学校内） - 2017年6月25日閉室。 [3]
- 庄内幸町図書館 -1993年11月26日、5番目に開館（東豊中図書館と同時開館）。 2023年2月20日、庄内図書館の移転に伴い統合される形で閉館[4]。

## 歴史
太平洋戦争中の1945年（昭和20年）3月22日、890冊の蔵書と20冊の雑誌で豊中市役所内に豊中市立図書館が開館した。
戦後の1947年（昭和22年）11月1日には桜塚元町3丁目6番地（現在の豊中市立地域共生センターの場所：中桜塚2丁目28-8）に移転して独立館となり、1948年（昭和23年）4月1日には専任職員を置いた。当時、全国に約300あった図書館の中で最小ともいわれたが、最新の運営方法である開架式を当初から採用したことで注目を浴びた。1948年4月19日にはGHQ民間情報教育局によって豊中CIE図書館（同年9月から豊中CT図書館）が併設されて開館。1949年（昭和24年）4月には館外貸出を開始している。1950年（昭和25年）には図書館条例と図書館規則を制定して図書館協議会を発足させた。
1951年（昭和26年）10月には移動図書館事業を開始し、1952年（昭和27年）9月には豊中CT図書館を閉鎖して大阪アメリカ文化センター豊中分館を設置した。1955年（昭和30年）9月には大阪府視聴覚ライブラリー豊能分室を設置し、1958年（昭和33年）9月には大阪アメリカ文化センター豊中分館が廃止された。
1958年に岡町北5丁目12番地の大阪府豊中保健所が移転すると、豊中市は保健所の建物を購入して改修し、豊中市立図書館は1959年（昭和34年）1月に移転開館した。本館は木造瓦葺き2階建であり、他施設も加えて計339.35坪だった。1969年（昭和44年）、隣接していた市立中央公民館（旧・豊中郵便局庁舎）とともに一体的に建て替えられて現在の建物となっている。

### 歴代（岡町図書館）館長（昭和63年4月まで）
※出典：
- 1945年（昭和20年）3月～1947年（昭和22年）4月　初代豊中市立図書館　中尾儀夫
- 1947年（昭和22年）5月～9月　弓庭正応
- 1947年（昭和22年）10月～1963年（昭和38年）2月　葛野（かどの）勉
- 1963年（昭和38年）3月～1974年（昭和49年）3月　白瀬長茂
- 1974年（昭和49年）4月～1978年（昭和53年）3月　高津寅一（1975年11月庄内図書館開館、市立図書館は岡町図書館と改称）
- 1978年（昭和53年）4月～1980年（昭和55年）10月　甲賀忠昭
- 1980年（昭和55年）11月～1981年（昭和56年）3月　三星恵宥
- 1981年（昭和56年）4月　湯元英世
- 1981年（昭和56年）5月～1988年（昭和63年）4月　佐々木修二

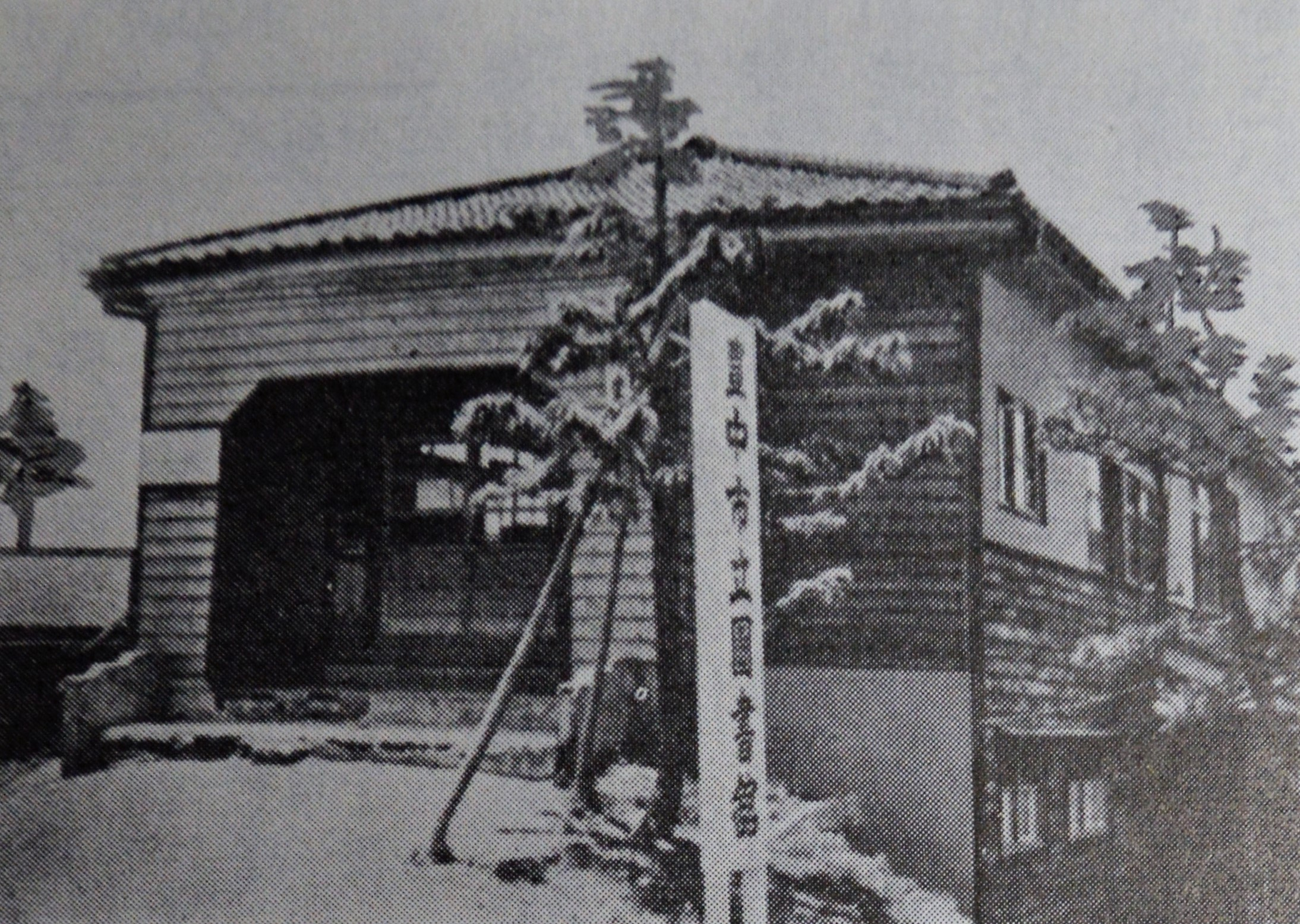
1947年から1958年までの建物
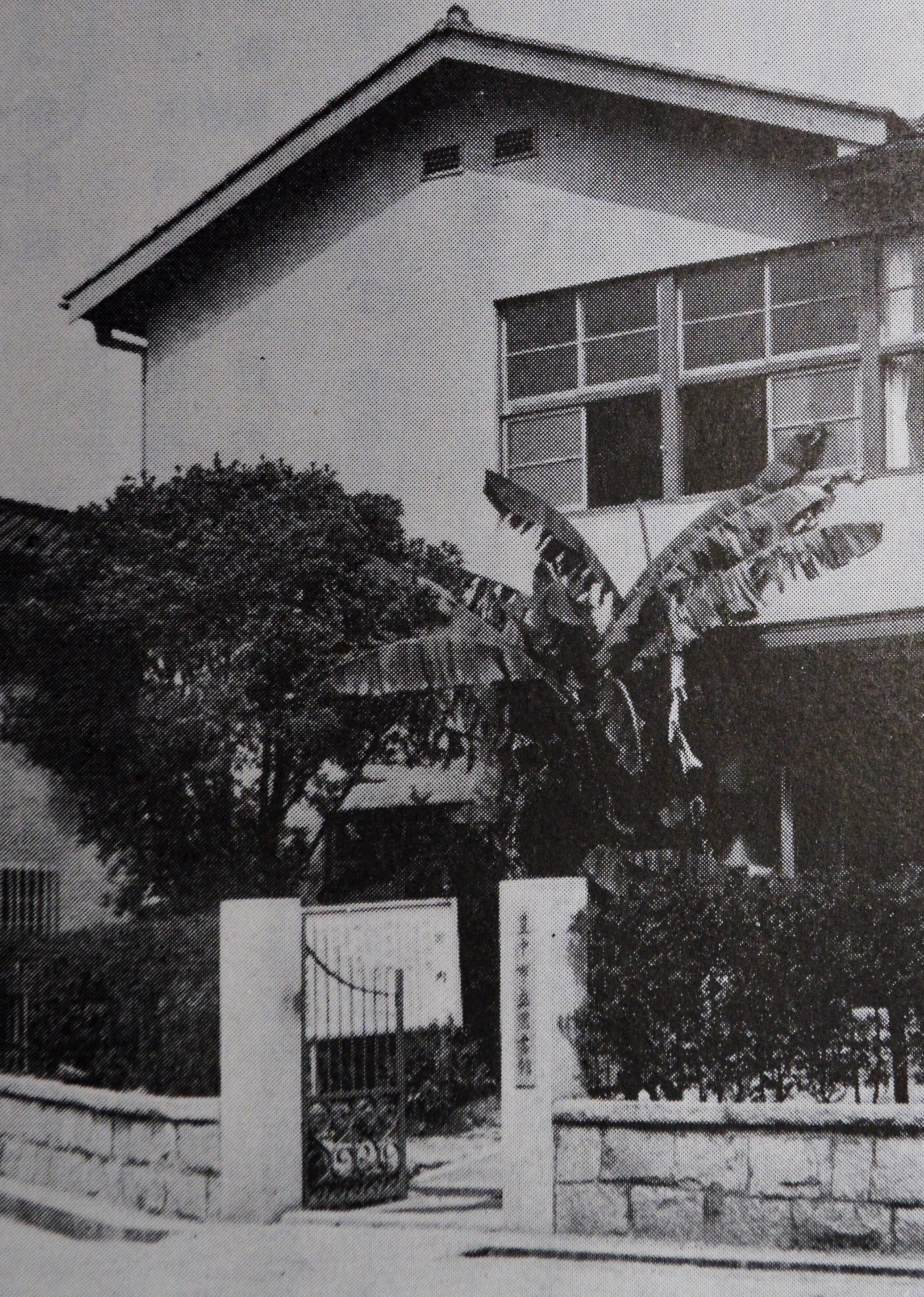
1959年から1968年までの建物

## 利用案内
豊中市在住者、豊中市に通勤・通学している人を対象に、1人、図書・雑誌・紙芝居・カセットテープ・レコード広報ビデオ・広報DVDは10点、CDは4点、映画ビデオ・DVDは1点まで、合わせて10点の貸し出しを行っている。貸出期間は、２週間である。　インターネットサービスとして、サイトからでもパスワード登録さえすれば、予約、予約状況の確認、貸出状況の確認、貸出延長、メールアドレスの登録が出来るようになっている。
赤ちゃんの駅として、オムツ替え・授乳する場所も各館に用意されている。
岡町図書館には世界50カ国、英語・中国語・韓国語・ドイツ語・スペイン語・フランス語・ロシア語・イタリア語・ポルトガル語の子供向けの本・およそ7000冊をそろえている「世界のこどもの本の部屋」がある。
2009年3月にホームページをリニューアルした。

## 特色

### 広域利用
2017年7月1日からは、下記自治体（北摂地区7市3町）の公立図書館・図書室との広域利用制度を実施している（動く図書館は不可）。貸出冊数は５冊。貸出期間は２週間。
- 池田市　 ２館、図書コーナー１
- 箕面市　 ６館、図書コーナー１
- 豊能町　 １館、図書室 １
- 能勢町　 １館
- 吹田市   ７館、分室２
- 茨木市   ５館、分室８
- 高槻市   ５館、分室１
- 摂津市   ２館
- 島本町   １館

また、2017年7月1日より 大阪市在住の人は、庄内図書館のみ貸出利用が可能である。
広域利用の遷移
〜2017年6月30日まで
- 池田市　 ２館、図書コーナー１
- 箕面市　 ６館、図書コーナー１
- 豊能町　 １館、図書室 １
- 能勢町　 １館
- 吹田市

豊中市の住民は、吹田市立千里図書館、千里山・佐井寺図書館、江坂図書館で貸し出しを受けることが出来る。
吹田市の住民は、千里図書館、高川図書館、東豊中図書館、服部図書館で貸出しを受けることができる。
それ以前
- 箕面市

千里図書館と蛍池図書館では箕面市の住民も貸し出しを受けることができ、豊中市民も箕面市立西南図書館、萱野南図書館で貸し出しを受けることが出来る。
- 吹田市

千里図書館、高川図書館、東豊中図書館では吹田市の住民も貸し出しを受けることができ、豊中市民も吹田市立千里図書館、千里山・佐井寺図書館、江坂図書館で貸し出しを受けることが出来る。